# Асотин (округ)
Округ Асотин (англ. Asotin County) — округ штата Вашингтон, США. Население округа на 2000 год составляло 20 551 человек. Административный центр округа — город Асотин.

## История
Округ Асотин основан в 1883 году.

## География
Округ занимает площадь 1647,2 км2.

## Демография
Согласно переписи населения 2000 года, в округе Асотин проживало 20551 человек (данные Бюро переписи населения США). Плотность населения составляла 12.5 человек на квадратный километр.